# Mooreland (Oklahoma)
Mooreland – miasto w Stanach Zjednoczonych, w stanie Oklahoma, w hrabstwie Woodward.